# Ostrożeń Drugi
Ostrożeń Drugi – wieś sołecka w Polsce położona w województwie mazowieckim, w powiecie garwolińskim, w gminie Sobolew.
W latach 1975–1998 miejscowość administracyjnie należała do województwa siedleckiego.
Wierni kościoła rzymskokatolickiego należą do parafii Trójcy Świętej w Gończycach.